# علیرضاخان گراشی
علیرضاخان گراشی ملقب به فاتح بندر لنگه، یکی از پسران فتحعلی‌خان و سومین حاکم لارستان و بنادر خلیج فارس از خاندان دهباشی گراشی بود. او مدت کوتاهی بین سال‌های ۱۳۱۵ تا ۱۳۱۷ حکومت لارستان را بر عهده داشت. او در طی حمله‌ای که برای بازپس‌گیری اموال کاروانیان غارت‌شده به بندر لنگه انجام داد، بر اثر مسمومیت کشته شد.